# Raphael Faraco
Raphael Faraco (nascido Raphael Antunes Faraco; Florianópolis, 22 de julho de 1982) é um jornalista, celebrante de casamento e apresentador de telejornais brasileiro. É apresentador do Jornal do Almoço, da NSC TV, afiliada à Rede Globo e do CBN Hub.

## Biografia
Nascido em Florianópolis, capital do estado de Santa Catarina, formou-se em Jornalismo pela Universidade do Sul de Santa Catarina (UNISUL) em 2009. Iniciou sua carreira na NSC TV em 2007. Produziu reportagens que lhe renderam o reconhecimento da Câmara Municipal de Florianópolis, em virtude dos serviços, de grande valia, prestados ao município, tendo ganho o diploma e a Medalha de Mérito de Florianópolis. Foi eleito o melhor repórter de Santa Catarina, em 2013, na categoria Profissional de Televisão, pela Associação Catarinense de Emissoras de Rádio e Televisão (ACAERT).

## Prêmios
Prêmio Acaert de Rádio e Televisão 2013
- Melhor Repórter na categoria Profissional de Televisão.

Diploma e Medalha de Mérito de Florianópolis 2015
- Entregue àqueles que contribuíram de forma exponencial para o desenvolvimento de Santa Catarina.